# Огненногорлый колибри
Огненногорлый колибри (лат. Panterpe insignis) — вид птиц из семейства колибри. Выделяют в одноимённый монотипипический род (Panterpe).

## Описание
Колибри средних размеров: длина тела 10,5—11 см, масса самцов 5,9—6,2 г, самок — 4,9—5,2 г. Половой диморфизм отсутствует, оба пола внешне похожи. Клюв не очень длинный, около 2 см, прямой, чёрный с розовой базальной половиной подклювья. Ноги тёмно-серые. Основная окраска оперения ярко-зелёная, снизу с голубоватым оттенком, верх головы и надхвостье синие, горло золотисто-оранжевое с ярким переливом цветов от жёлтого до красно-оранжевого, на груди фиолетово-синее пятно, хвост сине-черный. Всё оперение кроме маховых и рулевых перьев с сильным металлическим отливом.
Во время кормления огненногорлых колибри можно видеть на цветах рядом с Eugenes spectabilis, Colibri cyanotus cabanidis и винногорлыми селасфорусами (Selasphorus flammula). Больше всего на Panterpe insignis похож первый вид, однако Eugenes spectabilis значительно крупнее и имеют пропорционально более длинный клюв.

## Поведение
Совершают вертикальные кочёвки — после размножения по крайней мере часть популяции перемещается на более низкие высоты примерно до 1400 м. Очень активный и агрессивный вид, на кормовых территориях огненногорлые колибри доминируют над другими видами колибри.

## Питание
Огненногорлый колибри кормится на цветах разных эпифитов (бромелиевых, вересковых, геснериевых), кустарников и небольших деревьев (таких как Gaiadendron).

## Размножение
Размножение происходит в августе—январе. Во время брачного сезона самцы защищают участки, на которых много цветов, обычно вересковых растений, таких как маклиния.

## Ареал
Огненногорлые колибри распространены в Центральной Америке в Коста-Рике и на западе Панамы. Обитают в горных тропических лесах и растущих на опушках лесов кустарниковых зарослях на высоте от 1600 до 3200 м над уровнем моря. На более низких высотах встречается чаще, на более высоких — реже. В Панаме наиболее часто встречается в верхних частях склонов вулкана Бару на высоте от 2100 м.

## Охрана
Международным союзом охраны природы огненногорлый колибри признан видом, которому не угрожает какая-либо опасность. Внесён во второе приложение CITES. Является видом с ограниченным ареалом.

## Классификация
Выделяют 2 подвида огненногорлых колибри:
- Panterpe insignis insignis — номинативный подвид, распространённый на большей части ареала вида от севера центральной Коста-Рики (горы Cordillera de Tilarán) до запада Панамы;
- Panterpe insignis eisenmanni — обитает на северо-западе Коста-Рики в горах Кордильера-де-Гуанакасте.

## Фото

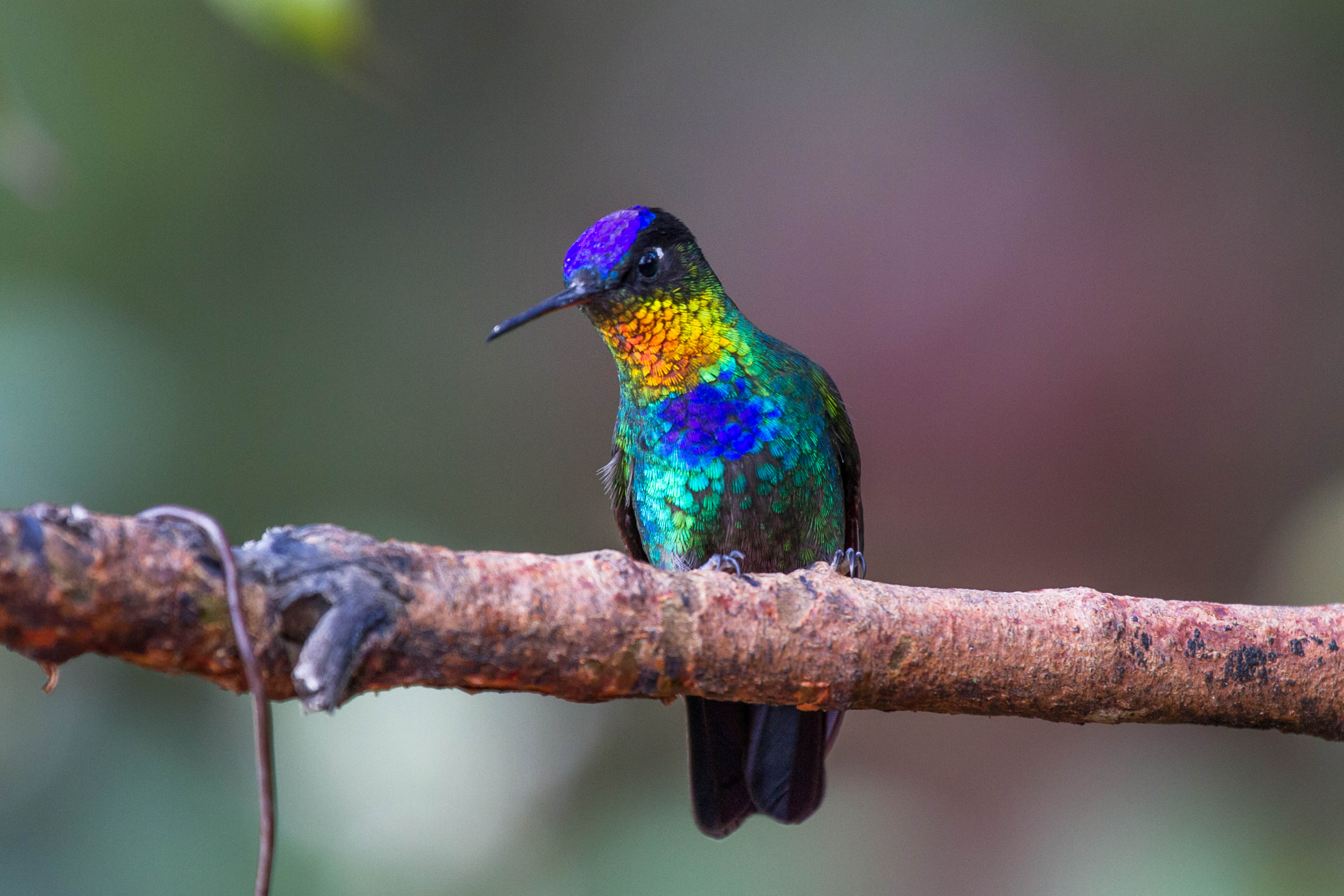
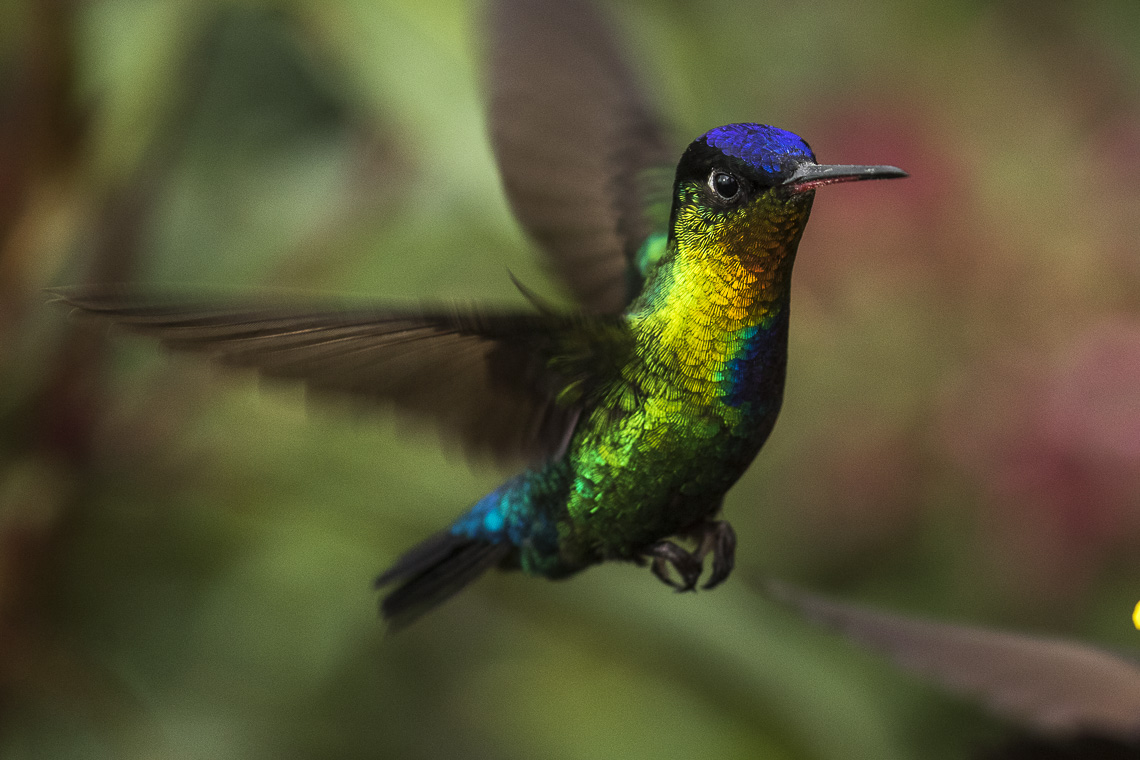
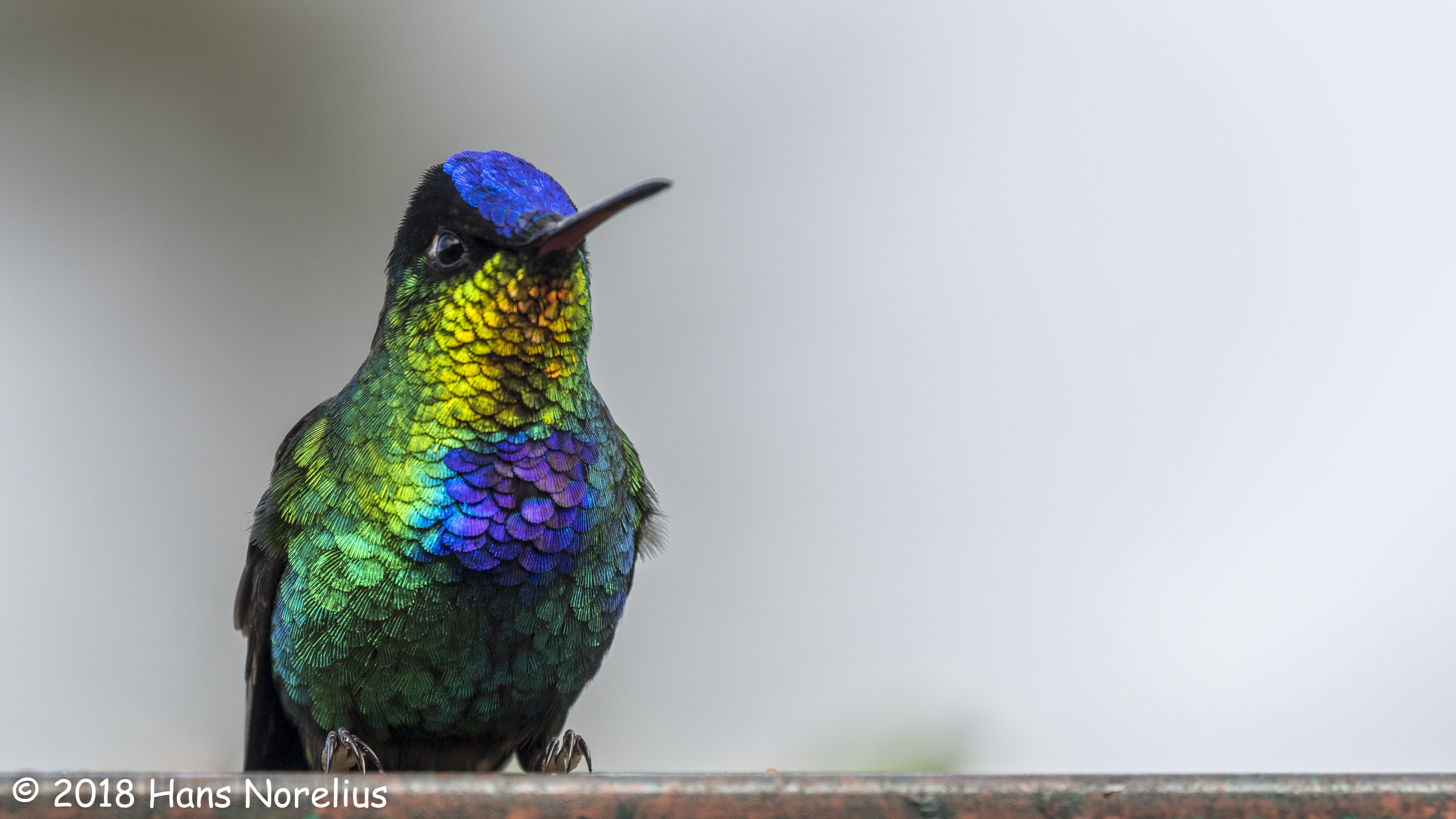
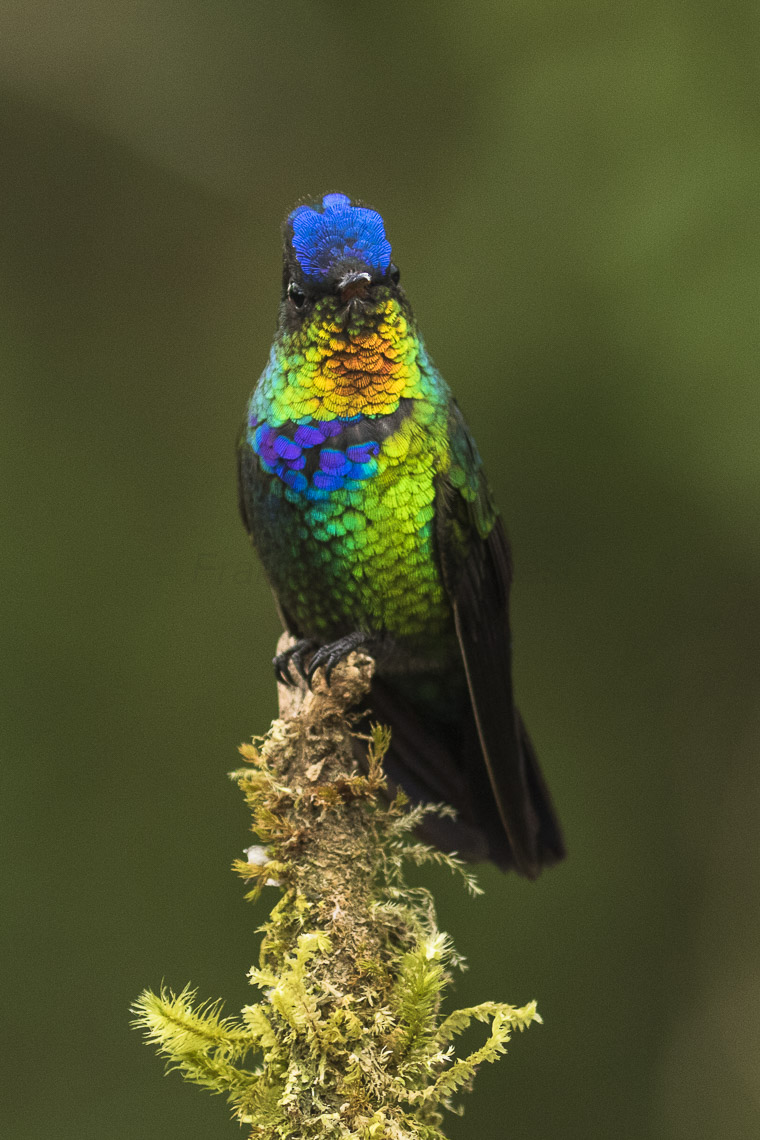
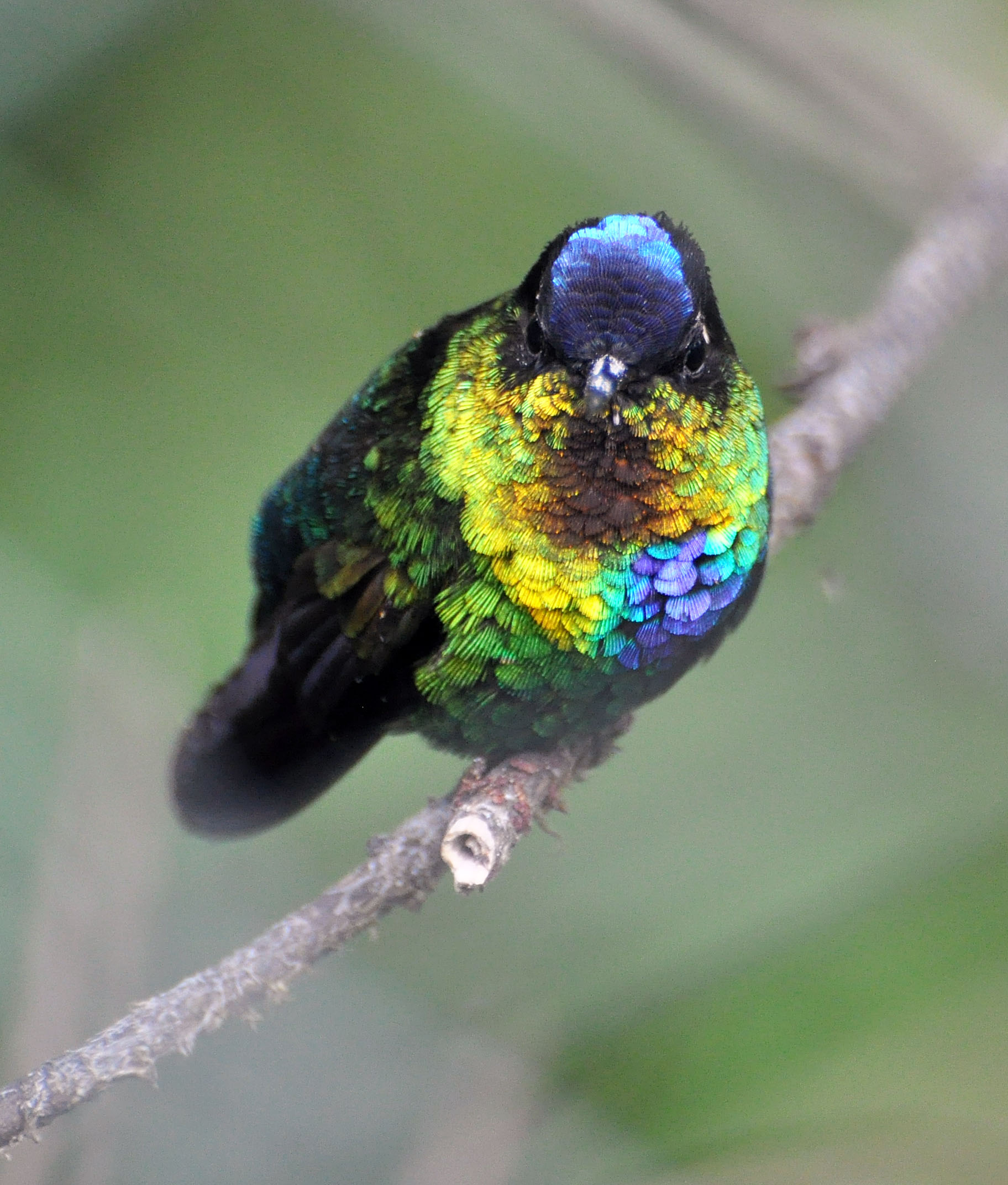
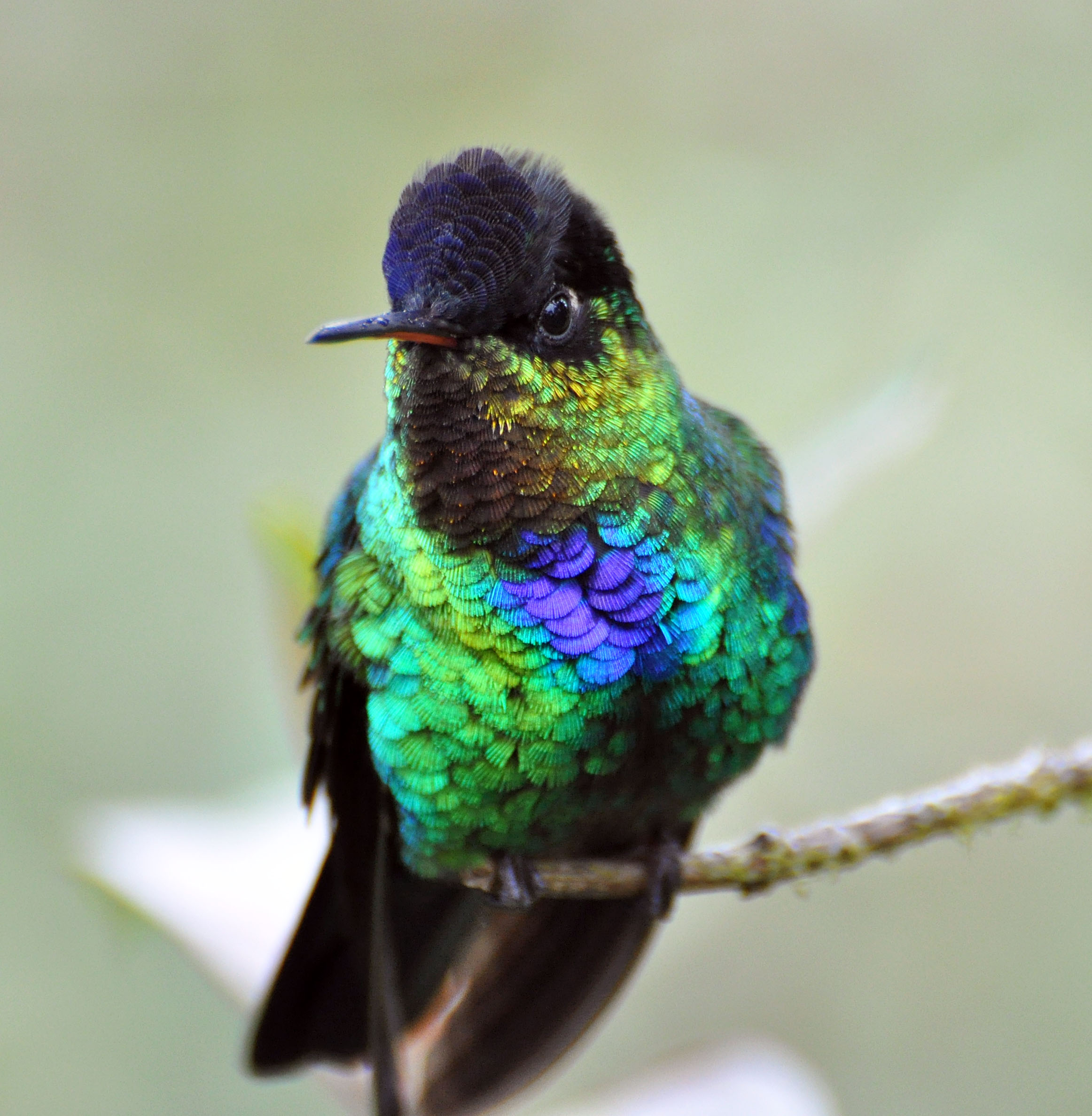